# پیتر پالومبو
پیتر پالومبو، بارون پالومبو (انگلیسی: Peter Palumbo, Baron Palumbo؛ زادهٔ ۲۰ ژوئیهٔ ۱۹۳۵) سازندهٔ ملک، سیاستمدار و کلکسیون‌دار آثار هنری است. او پیشتر رئیس شورای هنر بریتانیا بود. او از سال ۱۹۹۱ تا سال ۲۰۱۹ یکی از نمایندگان حزب محافظه‌کار در مجلس اعیان بریتانیا بود.